# عروس تشاكي (فلم)
عروس تشاكي (بالإنجليزية: Bride of Chucky)؛ يُعرَف أيضًا بـ لعبة طفل 4: عروس تشاكي (بالإنجليزية: Child's Play 4: Bride of Chucky)، الفيلم الرابع من سلسلة أفلام الرعب لعبة طفل. أُنتج في 1998 من بطولة جنيفر تيلي (صوت تيفاني)، وبراد دوريف (صوت تشاكي). كتبه دون مانشيني، وأخرجه روني يو. في هذا الفيلم تتخذ السلسلة منحى أكثر ميلاً إلى الفكاهة، بشكل يتعارض مع الأفلام الثلاثة السابقة. عبارة الفيلم: «تشاكي يُصبح محظوظاً».
صدر الفيلم في 16 أكتوبر 1998، وحقق 50.7 مليون دولار في جميع أنحاء العالم بميزانية قدرها 25 مليون دولار. تبعه فيلم بذرة تشاكي (2004).

## ملخص القصة
بعد أن مُزق تشاكي إرباً في الفيلم السابق تعيده إلى الحياة صديقته القديمة تيفاني، التي بقيت عشر سنوات تنتظره منذ أن وضع روحه في دمية الصديق الصالح، معتقدة بأنه سيعود ويتزوجها.
عندما تسأله تيفاني عما إذا كان فعلاً ينوي الزواج بها بعد أن أرسل لها خاتماً من الماس، يضحك ويخبرها أنه خاتم سرقه من سيدة عجوز قتلها، ويسألها عما إذا كانت مجنونة، فتضعه في السرير الذي يوضع داخله الأطفال ليلعبوا دون أن يُخشى عليهم من خطر تسلقه والسقوط من عليه، لكن تشاكي يتسلق السرير ويتسلل إليها حيث كانت تغتسل فيكهرب الماء متسبباً بقتلها، وينقل روحها إلى دمية على شكل فتاة. ويقرران الذهاب إلى حيث قبر تشارلز لي راي ليستخرجا رفاته. ويتورط معهما جار تيفاني جيسي، وصديقته ابنة أخ مفوض الشرطة ريتر.

## طاقم التمثيل

### الطاقم الحي
- جنيفر تيلي بدور تيفاني فالنتين.
- براد دوريف بصوت تشاكي.
- كاثرين هيغل بدور جايد كينكيد.
- نيك ستابيل بدور جيسي ميلر.
- جون ريتر بدور الرئيس وارن كينكيد.
- الكسيس اركيت بدور هوارد فيتزواتر / داميان بايلوك.
- جوردون مايكل وولف بدور ديفيد كولينز.
- لورانس الدنماركي بدور الملازم بريستون.
- مايكل لويس جونسون في دور الضابط نورتون.
- جيمس غالاندرز بدور روس.
- جانيت كيدر بدور ديان.
- فينس كورازا بدور الضابط روبرت بيلي.
- كاثي نجيمي خادمة الفندق.

### محركي الدمى
- باميلا سفيتكانين بدور تيفاني.
- بروك وينكلس بدور تشاكي.[9]

## الإنتاج
بعد إصدار لعبة طفل 3، قرر دون مانشيني ودايفيد كيرشنر أن السلسلة تتطلب اتجاهًا جديدًا، وقرروا عدم إعادة شخصية آندي باركلي. بدأ العمل على الفيلم في عام 1996، استوحى الفيلم من إصدار أعرف ماذا فعلت الصيف الماضي في صيف السنة التي سبقت إنتاجه. تم التعاقد مع روني يو لإخراج الفيلم بعد أن أُعجب كيرشنر ومانشيني بأفلامه، وتم قبوله مقابل قدر أكبر من الحرية الإبداعية والقدرة على توظيف معاونيه بيتر بو وديفيد وو من هونج كونج. يدعي مانشيني أنه قرر إنشاء شخصية تيفاني بعد رؤية نسخة من فيلم عروس فرانكشتاين في متجر فيديو. تم اختيار جينيفر تيلي بصفتها الشخصية إلى حد كبير بسبب دورها في فيلم باوند (1996).

### المظهر
في شكل إنسان، كان تشاكي ذكر مع شعر أسود. ولكن هذا يتغير بمجرد أن يدخل دمية. وقال انه منذ فترة طويلة، والشعر الأحمر والنمش، جنبا إلى جنب مع العيون الزرقاء. يرتدي وزرة زرقاء مع شعار «رجل جيد»، وهو مخطط، قميص متعدد الألوان، وأحذية رياضية حمراء. في جميع أنحاء الأفلام الثلاثة الأولى وبالنسبة لمعظم من الفيلم السادس، وقال انه يبدو وكأنه دمية طفل كل يوم، ولكن مع الفيلم الرابع ( عروس تشاكي) جاء له ندبات وغرز الشهيرة، فضلا عن العين الدموية. وجاء هذا الظهور بعد أن حول المفروم إلى بت في نهاية الفيلم الثالث. في الفيلم السادس ( لعنة تشاكي)، وقال انه يرتدي قناع المطاط على وجهه لإخفاء آلامه وتمرير نفسه قبالة كما لعبة عادية. ومع ذلك، فإن قناع يبدأ في قشر وكشفت نظرته الفعلية.

## الإصدار
صدر فيلم عروس تشاكي في أمريكا الشمالية في 16 أكتوبر 1998، وحقق 11.8 مليون دولار في عطلة نهاية الأسبوع الافتتاحي. بلغ إجمالي الإيرادات في أمريكا الشمالية 32.4 مليون دولار و18.3 مليون دولار أخرى دوليًا. إنه الفيلم الأكثر ربحًا من سلسلة تشاكي وثاني أكثر أفلام تشاكي نجاحًا ماليًا في الولايات المتحدة.
للترويج للفيلم، ظهر تشاكي في حلقة من دبليو سي دبليو مونداي نايترو. قاطع عرضًا ترويجيًا بين جين أوكرلند وريك شتاينر، بالإضافة إلى الترويج للفيلم، ذكر تشاكي أنه كان يأمل أن يفوز سكوت شتاينر بمباراة قادمة بين الأخوين.

### السلسلة
ترتيب الفيلم في السلسلة هو الرابع، كان قد سبقه، لعبة طفل (1988)، لعبة طفل 2 (1990)، ولعبة طفل 3 (1991). تم إصدار أربعة أجزاء من بعده: ذرية تشاكي (2004)، ولعنة تشاكي (2013)، وطائفة تشاكي (2017)، ولعبة طفل (2019).
كما تم الإعلان عن مسلسل تلفزيوني 2018، سيتم إصداره في المستقبل بمشاركة المخرج دون مانشيني والمنتج دايفيد كيرشنر. تم الإعلان أنه سوف يكون مكملاً للسلسة، وعنوانه هو «تشاكي».

كما تم إصدار فيلمين قصيرين أيضًا، وهما: Chucky's Vacation Slides «شرائح إجازة تشاكي» (2005)، وChucky Invades «تشاكي يجتاح» (2013). من إخراج دون مانشيني وإنتاج ديفيد كيرشنر.

## الاستقبال
حصل الفيلم على نسبة تأييد بلغت 46٪ على موقع روتن توميتوز استنادًا إلى 37 تقييمًا، بمتوسط تقييم 5.35 من 10. يقرأ إجماع نقاد الموقع على أن «عروس تشاكي خالي من الخوف، على الرغم من أن محبي الرعب قد يجدون بعض المتعة في هذا الجزء إلا أنه أصبح الامتياز به ساخرًا ذاتيًا بشكل مرهق.» أعطى الجمهور الذي استطلع آراؤه سينماسكور الفيلم متوسط درجة "B" على مقياس A+ إلى F.

### الجوائز
| الجائزة                  | الصنف                     | فوز/ترشح    | النتيجة |
| ------------------------ | ------------------------- | ----------- | ------- |
| جائزة زحل                | أفضل فيلم رعب             | عروس تشاكي  | رُشِّح     |
| جائزة زحل                | أفضل ممثلة                | جنيفر تيلي  | رُشِّح     |
| جائزة زحل                | أفضل كاتب                 | دون مانشيني | رُشِّح     |
| مهرجان فانتا             | أفضل ممثلة                | جنيفر تيلي  | فوز     |
| مهرجان فانتا             | أفضل مؤثرات خاصة          | عروس تشاكي  | فوز     |
| مهرجان جيرارمر السينمائي | جائزة لجنة التحكيم الخاصة | روني يو     | فوز     |
| جوائز إم تي في للأفلام   | أفضل شخصية سيئة           | تشاكي       | رُشِّح     |

## في الثقافة الشعبية
- كلاً من قفاز فريدي كروغر من كابوس شارع إيلم، وقناع جايسون فورهيز من يوم الجمعة الثالث عشر، ومنشار توماس هيويت من مجزرة منشار تكساس يظهروا في الفيلم أثناء مشهد العاصفة الرعدية.
- قال تشاكي: «الآن لماذا يبدو هذا مألوفًا جدًا؟» في وفاة قائد الشرطة وارن، في إشارة إلى سينوبيتي بينهيد.
- تم استلهام ملصق الفيلم من ملصق فيلم صرخة 2.

## وصلات خارجية
- مقالات تستعمل روابط فنية بلا صلة مع ويكي بيانات
- تشاكي هوليكس (بالإنجليزية)
- معجبو تيلي (بالإنجليزية)